# American Dream (limousine)
Pour les articles homonymes, voir American Dream.

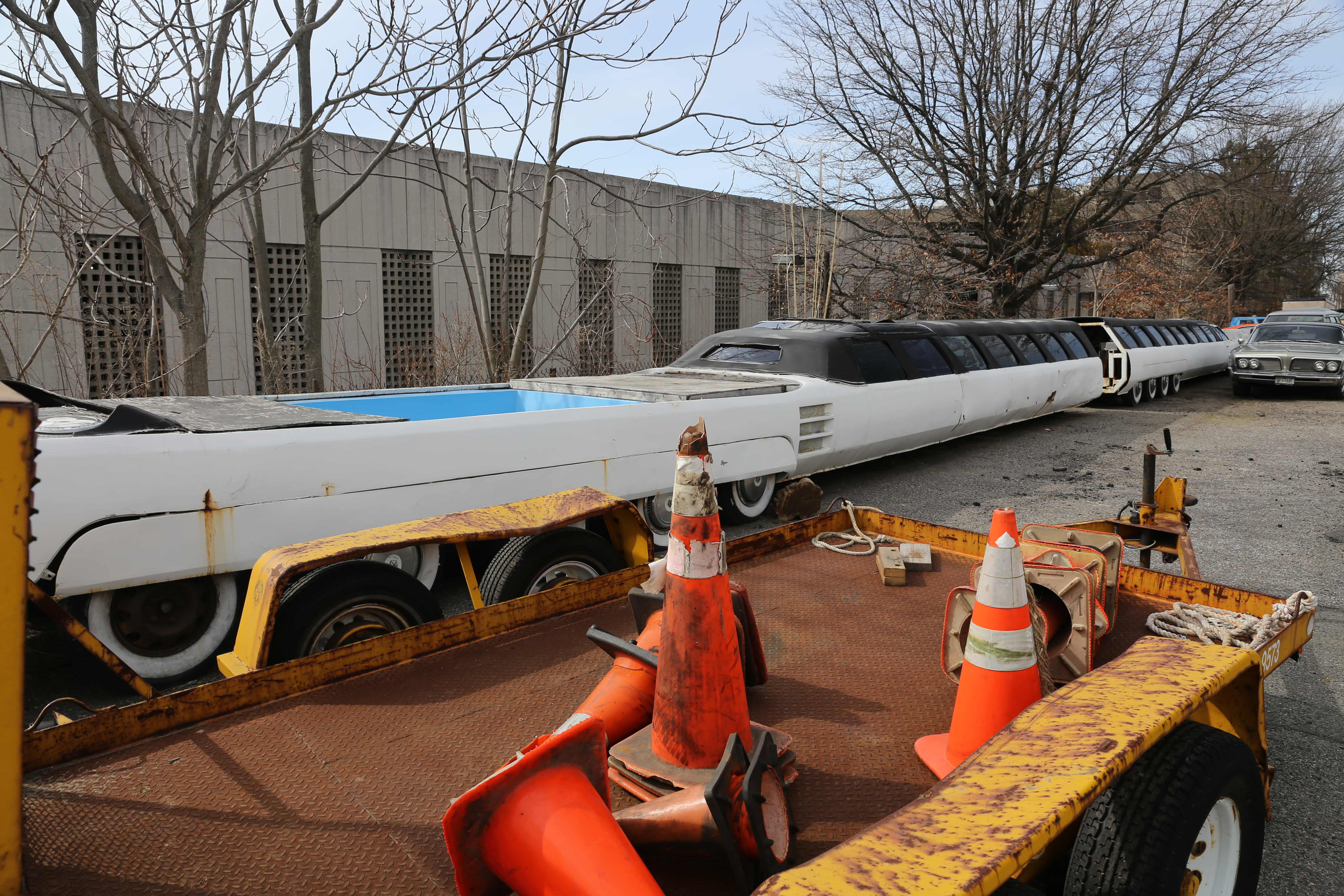
A l'abandon, en 2014

American Dream est une limousine construite dans les années 1980, connue pour être la plus longue du monde.
Elle a été construite sous la supervision de Jay Ohrberg, qui voulait établir un record. Ohrberg était un collectionneur de voitures et un entrepreneur, dont la spécialité était la modification de voitures pour les besoins du cinéma. Son entreprise a ainsi réalisé la DeLorean de Retour vers le futur, la General Lee de Shérif, fais-moi peur, KITT, et certaines Batmobile.
American Dream a été construite à partir d'éléments de six Cadillac Eldorado.  Elle mesure trente mètres de long et possède 26 roues. Il y a deux moteurs V8 et deux postes de conduite aux extrémités, ainsi la voiture n'a pas besoin de faire demi-tour, elle peut s'arrêter et repartir dans la direction opposée, à la manière d'un autorail. Le Livre Guinness des records la reconnaît comme voiture la plus longue du monde. Elle possède un hélipad, une piscine et un lit. Après une longue période à l'abandon, elle est totalement reconstruite par un collectionneur, et roule à nouveau en 2022. 